# 이승원 (시사 평론가)
이승원(1976년 12월 ~ )은 대한민국 방송인이자 시사평론가, 칼럼니스트다.
내일신문 이데일리 기자 이후 시사평론가로 활동.  SBS CNBC의 '용감한 토크쇼 직설 진행을 맡았다. 털어야 산다, 시사전망대, 시선집중 등에 출연했다. Mbc, tbs 등에서 시사프로그램 등을 진행했다. 한국정책방송원에서 북한 전문 프로그램 '여러분의 북 마크'에 나와서 조선중앙TV를 리뷰하기도 한다. OBS '이승원의 월드시사w' 진행했다. 저서로는 ‘바이든 플랜’ 등이 있다.

## 이력

### 경력
- 2001년 내일신문 기자
- 2009년 이데일리 기자
- 2013년 시사평론

### 학력
- 1995~2000 성균관대학교 신문방송학 학사
- 2006~2008 워싱턴대학교 대학원 국제관계학 석사
- 2017~2020 북한대학원대학교 박사과정 수료

## 출연작

### TV 프로그램
- 2017년 SBS CNBC <직설> 진행

### 라디오 프로그램
- 2019년 4월 1일 ~ 2020년 8월 14일 MBC 표준FM 《세계는 그리고 우리는 》진행
- 2020년 TBS FM 《명랑시사 이승원입니다 》진행
- 《월드클로즈업 | 세계를 가까이 보다 》 진행 유튜브 14F (2022년 5월 25일 첫 업로드)